# Nilus majungensis
Espèce
Synonymes
- Thalassius majungensis Strand, 1907

Nilus majungensis est une espèce d'araignées aranéomorphes de la famille des Pisauridae.

## Distribution
Cette espèce se rencontre à Madagascar et à Mayotte.

## Description
La femelle holotype mesure 22 mm.
Les femelles mesurent de 18 à 26 mm.

## Étymologie
Son nom d'espèce, composé de majung[a] et du suffixe latin -ensis, « qui vit dans, qui habite », lui a été donné en référence au lieu de sa découverte, Majunga.

## Publication originale
- Strand, 1907 : Diagnosen neuer Spinnen aus Madagaskar und Sansibar. Zoologische Anzeiger, vol. 31, p. 725-748 (texte intégral).